# Æbleflæsk
Æbleflæsk je tradiční pokrm dánské lidové kuchyně, podávaný hlavně o vánočních svátcích. Připravuje se z do křupava orestovaných kousků dobře prorostlé slaniny, cibule a dušených kyselých jablek. Podává se s žitným chlebem a černým pivem.